# Fodé Camara (football, 1973)
Pour les articles homonymes, voir Fodé Camara et Camara.
Fodé Camara né le 9 décembre 1973 en Guinée, est un joueur international de football guinéen.

## Biographie
Camara commence sa carrière professionnelle en Belgique dans le club de Sint-Niklaasse SK. Il joua ensuite dans différents clubs belges, dont Waregem ou encore le KV Courtrai. Il inscrivit un but pour le club de Courtrai, réalisant la meilleure performance pour la victoire la plus large, contre son ancien club de Waregem, le 25 janvier 1998.
Il a participé avec les moins de 17 ans guinéens à la coupe du monde des moins de 16 ans 1989 en Écosse.
Il est notamment connu pour avoir fini meilleur buteur de cette coupe du monde des moins de 16 ans 1989, avec trois réalisations.
Camara a joué de nombreux matchs internationaux pour l'équipe de Guinée de football, participant notamment à la CAN 1994 en Tunisie ainsi qu'à celle de 1998 au Burkina Faso. 